# Franklin Lima
Franklin Roberto de Lima Souza (Pindamonhangaba, 4 de abril de 1973) é radialista e político brasileiro filiado ao Progressistas (PP).
Natural da cidade de Pindamonhangaba, reside em São Paulo- SP, casado e pai de uma filha de 18 anos. Assumiu, como Titular, o mandato de Deputado Federal, na 55º Legislatura de 2015-2019, a partir de 9 de março de 2015, em virtude do Ato da Mesa nº 10/2015, pelo Estado de Minas Gerais. À época, pelo PTdoB. Além do PTdoB, passou pelo PMB. 